# 新前橋町
新前橋町（しんまえばしまち）は、群馬県前橋市の地名。郵便番号は371-0843。2013年現在の面積は0.17km2。

## 地理
前橋市の西部に位置する。JR上越線および両毛線・新前橋駅東口の駅前ロータリー周辺から、両毛線の線路に沿って北東のわかば病院あたりまでが新前橋町である。

## 歴史
1978年に石倉町・古市町の各一部が合併し成立した地名である。

### 年表
- 1921年（大正10年）7月1日 - 群馬郡東村大字古市（現・前橋市古市町）にて新前橋駅が開業[6]。
- 1978年（昭和53年） - 前橋市石倉町・古市町の一部から新前橋町が成立[7]。

### 地名の由来
地名の由来は新前橋駅からである。ただし、新前橋駅自体の住所は前橋市古市町にある。

## 世帯数と人口
2017年（平成29年）8月31日現在の世帯数と人口は以下の通りである。
| 町丁     | 世帯数  | 人口  |
| -------- | ------- | ----- |
| 新前橋町 | 399世帯 | 701人 |

## 小・中学校の学区
市立小・中学校に通う場合、学区は以下の通りとなる。
| 番地 | 小学校           | 中学校           |
| ---- | ---------------- | ---------------- |
| 全域 | 前橋市立東小学校 | 前橋市立東中学校 |

## 交通

### 鉄道

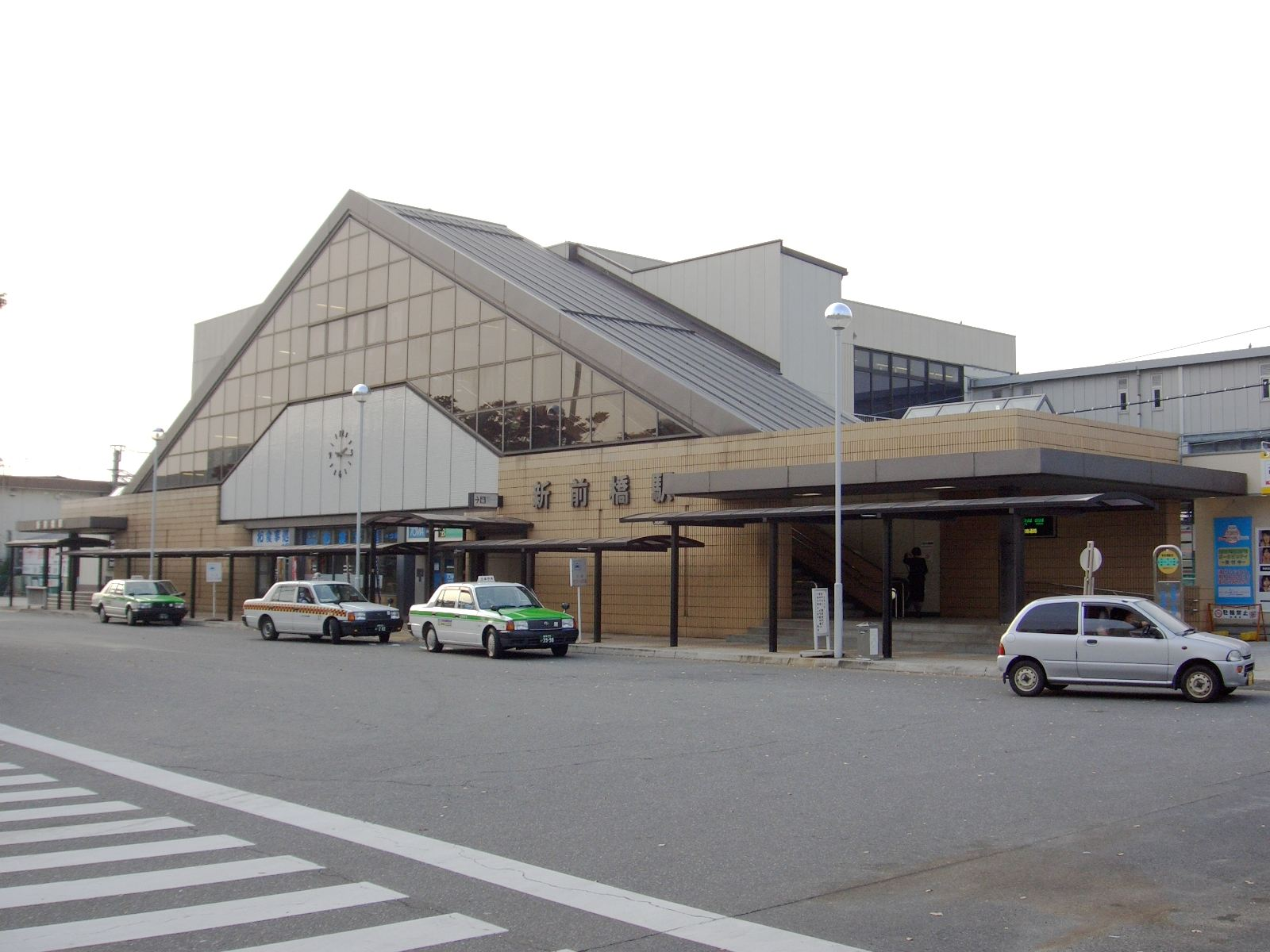
JR新前橋駅

最寄りの駅はJR新前橋駅（古市町）。

### 道路
国道は通っておらず、県道は群馬県道12号前橋高崎線と群馬県道106号新前橋停車場線が通っている。

### バス
県道12号および106号に沿ってバス停留所（西から新前橋駅入口 - 新前橋駅 - 滝川橋）が置かれ、関越交通・群馬中央バスが路線バスを運行している（下記）。
- 関越交通 新前橋駅〜県庁前〜群大病院線、新前橋駅〜大友町〜前橋営業所線（新前橋町 - 滝川橋）[9]
- 群馬中央バス 高崎駅前〜芝塚・県庁〜前橋駅前線（新前橋駅入口 - 新前橋町 - 滝川橋）[10]

## 施設
- 群馬県社会福祉総合センター
- 群馬県立点字図書館
- 医療法人相生会わかば病院